# Croton nudatus
Espèce
Croton nudatus est une espèce de plantes à fleurs du genre Croton et de la famille des Euphorbiaceae présente à l'ouest de Madagascar.
Il a pour synonyme :
- Oxydectes nudata, (Baill.) Kuntze